# Мяч для сквоша
Мяч для сквоша — это специальный предмет сферической формы, используемый для игры в сквош.

## Изготовление
Мячи для игры в сквош изготавливаются из двух склеенных вместе резиновых деталей, для придания мячам ровной матовой поверхности резину после склеивания шлифуют.

## Особенности
Особые свойства специальной резины позволяют мячу сквоша увеличивать скорость и прыгучесть при нагревании. Вследствие этого сложность игры неуклонно возрастает. Во время матча скорость мяча может превышать отметку в 200 км/ч.

## Виды
Для соревнований мячи подбираются в зависимости от атмосферных условий, температур воздуха и стандартов игры. Для этого каждый мяч маркируется специальными разноцветными точками, характеризующими его прыгучие свойства. Синяя точка означает «быстрый мяч», то есть отскок от стены будет очень сильным. Красная точка — «средний» мяч с сильным отскоком. Белая или зелёная — «медленный» мяч со средней силой отскока. «Медленный» и «сверхмедленные» мячи со слабой силой отскока от стены характеризуются одной и двумя жёлтыми точками соответственно. Кроме того, существуют мячи с зеленой и оранжевой точкой, который специально изготовлены для высокогорной местности.
Во всех современных соревнованиях по сквошу используется «медленный» мяч с двумя желтыми точками.

## Производители
Производством стандартных мячей занимаются специализированные фирмы: HEAD, Prince, Dunlop, Wilson и Pointfore.